# Моток, Михня
Михня Йоан Моток (рум. Mihnea Motoc; род. 11 ноября 1966, Бухарест) — румынский государственный деятель, дипломат. Постоянный представитель Румынии при Организации Объединённых Наций (2003—2008). Посол Румынии в Европейском Союзе (2008—2014). И.о. Министра иностранных дел Румынии (2014). Посол Румынии в Великобритании (2015). Министр национальной обороны Румынии (2015—2017).

## Биография
В 1989 году окончил юридический факультет Бухарестского университета. В 1991 году аспирантуру по международному частному праву в Университете Ниццы, продолжил учёбу по специальности международное публичное и сравнительное право в Университета Джорджа Вашингтона (США).
С 1989 года работал стажёром прокурора в прокуратуре Болинтин Вале, а затем в прокуратуре первого сектора в Бухаресте (1989—1991). Был президентом Молодёжной комиссии Румынской ассоциации гуманитарного права (1990—1991). В начале 1990-х годов был принят на работу в Министерство иностранных дел Румынии.
Несколько лет работал на разных должностях в министерстве: третий секретарь, выпускник кафедры прав человека и кафедры международного права и договоров (1991—1994), второй секретарь и заместитель директора Департамента по правам человека (1994—1996), первый секретарь и директор Департамента Европейского Союза (1996—1997) и генеральный директор, руководитель Департамента по европейским и евроатлантическим делам, в обязанности которого входит мониторинг отношений Румынии с ЕС, НАТО, ОБСЕ и другими региональными организациями (1997—1999). Являлся членом Постоянного секретариата Межминистерского комитета по европейской интеграции (1996—1998) и Международной комиссии по выявлению гуманитарных фактов (1996—2000).
Позже был назначен Чрезвычайным и Полномочным Послом Румынии в Нидерландах и Постоянным представителем при Организации по запрещению химического оружия (ОЗХО) (1999—2001), работал некоторое время вице-президентом Исполнительного совета ОЗХО (2000). Затем вернулся в штаб-квартиру Министерства иностранных дел в должности государственного секретаря по вопросам европейской интеграции и многосторонних дел (2001—2003). В должности госсекретаря также занимал другие должности: президента Управления национальной безопасности (2001, 2002), национального координатора Пакта стабильности для Юго-Восточной Европы (2001—2003), президента Межминистерской комиссии по вступлению Румынии в НАТО (2001—2003) румынской делегации на переговорах о членстве в НАТО (2003).
С 2003 года — Постоянный представитель Румынии при Организации Объединённых Наций, в этом качестве был представителем Румынии в Совете Безопасности ООН (2004—2005).
В 2008 году назначен Постоянным представителем Румынии при Европейском Союзе.
С 18 ноября 2014 по 24 ноября 2014 года занимал пост и.о. министра иностранных дел Румынии.
В апреле 2015 года был назначен послом Румынии в Великобритании. Министр национальной обороны Румынии (2015—2017).